# Quasi a casa
Quasi a casa è un film del 2024 scritto e diretto da Carolina Pavone.

## Trama
Caterina, giovane aspirante musicista è alle prese con le sue insicurezze fino a quando in estate incontra il suo idolo, la cantante francese Mia. Fra le due nascerà una relazione che le porterà ad un viaggio alla scoperta di se stesse.

## Distribuzione
Dopo essere stato presentato alla "Giornata degli Autori" durante la Mostra internazionale d'arte cinematografica di Venezia il 29 agosto 2024, il film è stato distribuito nelle sale cinematografiche italiane a partire dal 5 settembre 2024.